# Oligolepis jaarmani
 Oligolepis jaarmani és una espècie de peix de la família dels gòbids i de l'ordre dels perciformes.

## Hàbitat
És un peixde clima tropical i demersal.

## Distribució geogràfica
Es troba al Pacífic occidental central.

## Observacions
És inofensiu per als humans.